# 南菲尤尔
南菲尤尔（挪威語：Sunnfjord）是挪威韦斯特兰郡的市镇，行政中心为弗勒镇。市镇面积为2,208.13平方公里，2023年时人口数量为22,215人。
该市镇成立于2020年1月1日，由原弗勒、蓋于拉、約爾斯特和奈于斯特達爾四个市镇合并而成。市镇名字得于挪威语同名传统地区南峽灣區。词首意为“南部”，词尾意为“峡湾”。